# Oriental Mindoro

Oriental Mindoros läge i Filippinerna

Oriental Mindoro är en provins i Filippinerna som är belägen i regionen MIMAROPA. Den har 799 300 invånare (2006) på en yta av 4 365 km². Administrativ huvudort är Calapan.
Provinsen är indelad i 14 kommuner och 1 stad.